# Рейд на Кілію, Ізмаїл та Аккерман
Рейд на Кілію, Ізмаїл та Аккерман - Битви Запорозької Січчі між Османською імперією, які відбулися у 1609 році. Загін запорожців на 16 чайках захоплює Кілію, Ізмаїл та Аккерман. 

## Історія
Особливо частими козацькі походи на татарські й турецькі володіння стали на зламі XVI-XVII ст. Метою цих походів, які увійшли в історію як героїчні, були фортеці в усьому Північному Причорномор’ї: Очаків, Перекоп, Ізмаїл, Аккерман (нині Білгород-Дністровський), Кілія, Варна. Тоді запорожці знищили берегові укріплення і чимало турецьких кораблів. У цих походах проявився військовий талант гетьмана Петра Сагайдачного. 